# Tony Awards 1953
Die Verleihung der 7. Tony Awards 1953 (7th Annual Tony Awards) fand am 29. März 1953 im Starlight Ballroom des Hotels Waldorf Astoria in New York City statt und wurde live im Radio von der National Broadcasting Company übertragen. Moderator war Faye Emerson. Ausgezeichnet wurden Theaterstücke und Musicals der Saison 1952/53, die am Broadway ihre Erstaufführung hatten.

## Hintergrund
Die Antoinette Perry Awards for Excellence in Theatre, oder besser bekannt als Tony Awards, werden seit 1947 jährlich in zahlreichen Kategorien für herausragende Leistungen bei Broadway-Produktionen und -Aufführungen der letzten Theatersaison vergeben. Zusätzlich werden verschiedene Sonderpreise, z. B. der Regional Theatre Tony Award, verliehen. Benannt ist die Auszeichnung nach Antoinette Perry. Sie war 1940 Mitbegründerin des wiederbelebten und überarbeiteten American Theatre Wing (ATW). Die Preise wurden nach ihrem Tod im Jahr 1946 vom ATW zu ihrem Gedenken gestiftet und werden bei einer jährlichen Zeremonie in New York City überreicht.

## Gewinner

### Künstlerische Produktion
| Kategorie                       | Preisträger | Theaterstück bzw. Musical | Nominierungen |
| Bestes Theaterstück             | Arthur Miller | The Crucible              |               |
| Bestes Musical                  | Joseph Fields und Jerome Chodorov (Buch), Leonard Bernstein (Musik) sowie Betty Comden und Adolph Green (Liedtexte) | Wonderful Town            |               |
| Bester Produzent (Theaterstück) | Kermit Bloomgarden                                                                                                  | The Crucible              |               |
| Bester Produzent (Musical)      | Robert Fryer | Wonderful Town            |               |

### Künstlerische Leistung
| Kategorie                            | Preisträger       | Theaterstück bzw. Musical | Nominierungen |
| Bester Hauptdarsteller Theaterstück  | Tom Ewell         | The Seven Year Itch       |               |
| Beste Hauptdarstellerin Theaterstück | Shirley Booth     | Time of the Cuckoo        |               |
| Bester Hauptdarsteller Musical       | Thomas Mitchell   | Hazel Flagg               |               |
| Beste Hauptdarstellerin Musical      | Rosalind Russell  | Wonderful Town            |               |
| Bester Nebendarsteller Theaterstück  | John Williams     | Dial M for Murder         |               |
| Beste Nebendarstellerin Theaterstück | Beatrice Straight | The Crucible              |               |
| Bester Nebendarsteller Musical       | Hiram Sherman     | Two’s Company             |               |
| Beste Nebendarstellerin Musical      | Sheila Bond       | Wish You Were Here        |               |

### Künstlerische Gestaltung
| Kategorie                         | Preisträger        | Theaterstück bzw. Musical                      | Nominierungen |
| Bestes Bühnenbild                 | Raoul Pene Du Bois | Wonderful Town                                 |               |
| Beste Bühnentechnik               | Abe Kurnit         | Wish You Were Here                             |               |
| Beste Choreographie               | Donald Saddler     | Wonderful Town                                 |               |
| Bester Dirigent und Musikdirektor | Lehman Engel       | Wonderful Town und Gilbert and Sullivan Season |               |
| Beste Kostüme                     | Miles White        | Hazel Flagg                                    |               |
| Beste Regie                       | Joshua Logan       | Picnic                                         |               |

### Sonderpreise
| Kategorie          | Preisträger              | Grund der Preisverleihung                                 |
| Special Tony Award | Beatrice Lillie          | Für An Evening with Beatrice Lillie                       |
| Special Tony Award | Danny Kaye               | Für die Leitung eines Varietéprogramms im Palace Theatre. |
| Special Tony Award | Equity Community Theatre |                                                           |

## Statistiken

### Mehrfache Gewinne
- 5 Gewinne: Wonderful Town
- 2 Gewinne: The Crucible, Hazel Flagg and Wish You Were Here